# Antoni Jan Ostrowski
Antoni Jan Ostrowski herbu Rawicz (ur. 27 maja 1782 w Warszawie, zm. 4 grudnia 1845 w Les Madères we Francji (w gminie Vernou-sur-Brenne) – hrabia w Królestwie Kongresowym w 1820 roku i generał.
Syn Tomasza Adama, brat Władysława Tomasza. Uzyskał tytuł hrabiego w 1798 roku.
Za czasów Księstwa Warszawskiego posłował na oba sejmy, za Królestwa Kongresowego rozwijał działalność gospodarczą (założył osadę, później miasto Tomaszów).
Od 1809 roku był członkiem Rządu Tymczasowego. Później w roku 1820 został kasztelanem, a w czasie powstania listopadowego był wojewodą i dowódcą gwardii narodowej warszawskiej. Z funkcji tej został odwołany po dramatycznych wypadkach nocy sierpniowej.
W 1828 roku był członkiem Sądu Sejmowego, mającego osądzić osoby oskarżone o zdradę stanu.
Jako senator podpisał 25 stycznia 1831 roku akt detronizacji Mikołaja I Romanowa. W roku 1831 otrzymał stanowisko prezesa senatu.
Był członkiem sejmu powstańczego na emigracji. Na emigracji oddał się pracy dziejopisarskiej, której owocem było dzieło Żywot Tomasza Ostrowskiego, ministra Rzeczypospolitej, później prezesa senatu Księstwa warszawskiego i Królestwa polskiego (Paryż 1836, 2 t.). Odznaczony Orderem Świętego Stanisława I klasy w 1823 roku.

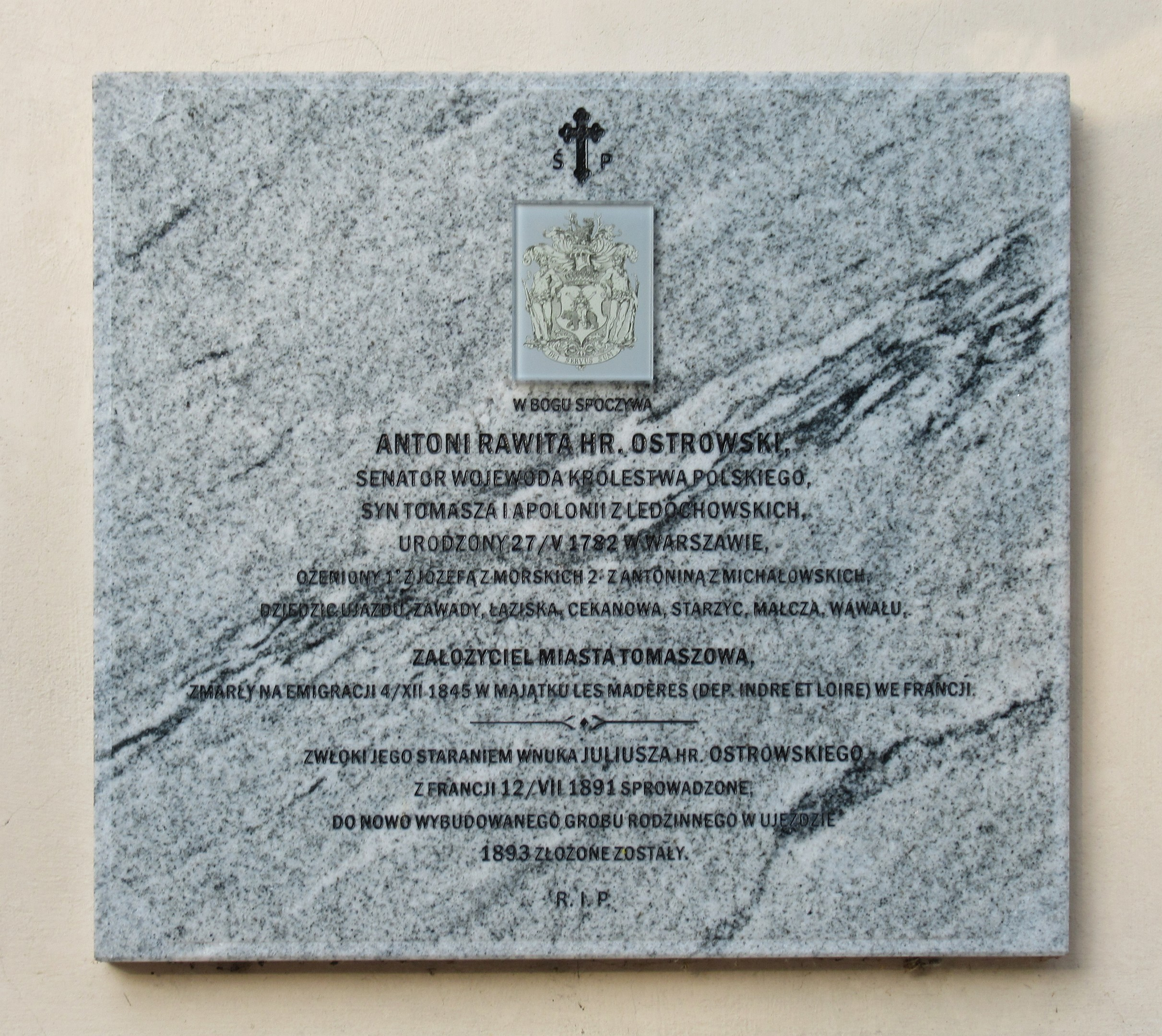
Epitafium na ścianie kościoła w Ujeździe (powiat tomaszowski)

## Dzieła
- Pomysły o potrzebie reformy towarzyskiéy w ogólności, A mianowiciéy co do Izraelitów w Polszcze, przez założyciela miasta Tomaszowa Mazowieckiego, Paryż 1834, s. 372[7].